# 新潟県道337号坂井猪子場新田線

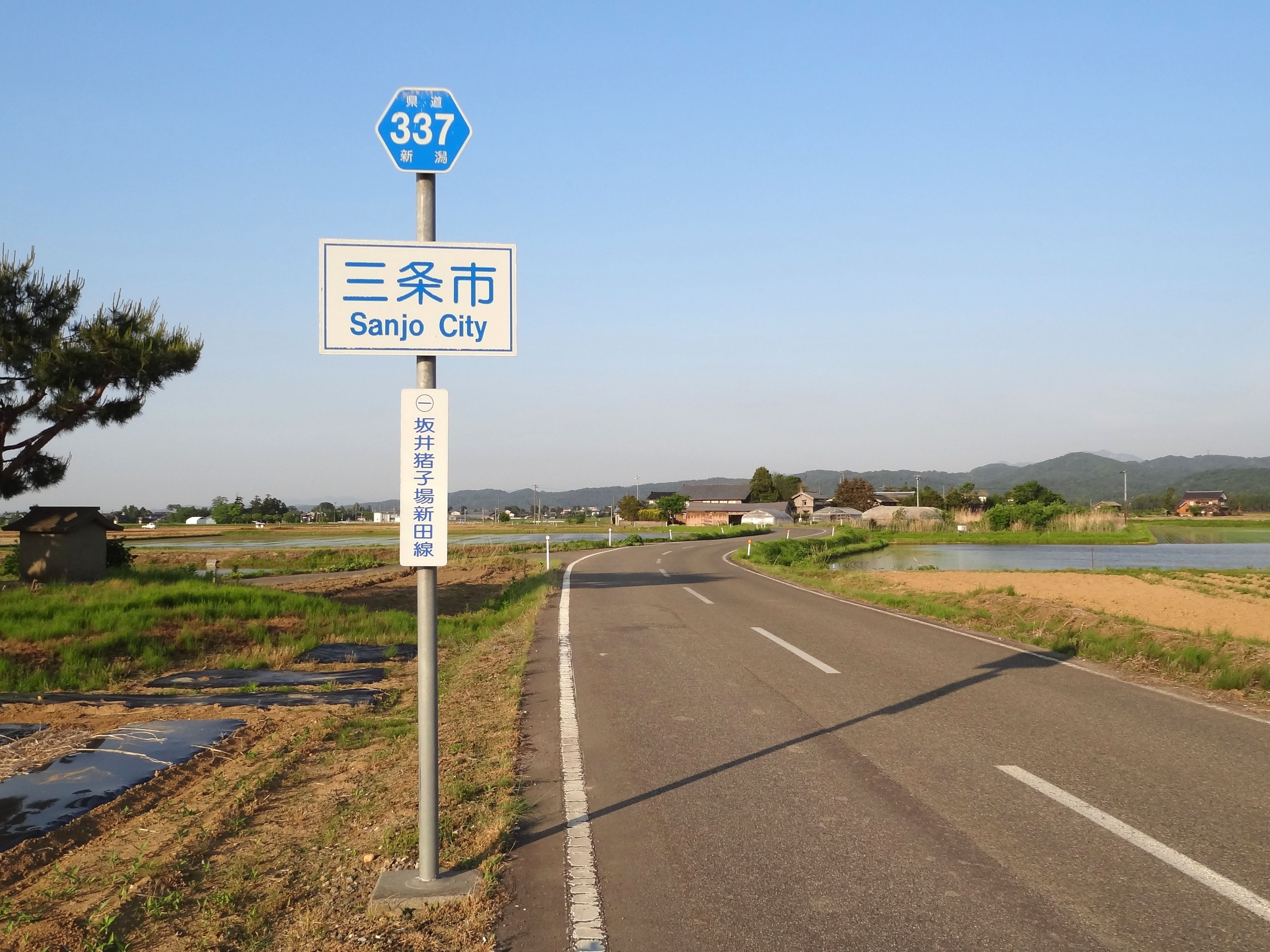
三条・見附市境付近

新潟県道337号坂井猪子場新田線（にいがたけんどう337ごう さかいいのこばしんでんせん）は、新潟県見附市から同県三条市に至る一般県道である。

## 概要

### 路線データ
- 起点：新潟県見附市坂井町（国道8号交点）
- 終点：新潟県三条市大字猪子場新田字小割（国道8号交点）

## 通過する自治体
- 新潟県
  - 三条市 - 見附市

## 接続する道路
- 国道8号（起点：坂井南交差点）
- 新潟県道256号分水栄線（帯織交差点）
- 国道8号（終点：猪子場新田交差点）

## 周辺
- JR信越本線 帯織駅
- 三条市消防本部 三条市消防署 栄分署
- 三条市役所 栄庁舎（旧・栄町役場）
- 三条市立栄中学校
- 三条市立栄中央小学校
- 三条信用金庫 栄支店
- 三條信用組合 栄支店
- JAにいがた南蒲 帯織支店
- 帯織郵便局
- 福多郵便局
- 北越化成 本社・工場（東ソーグループ）
- 石塚化学産業 新潟工場
- 新潟スチール 本社工場（JFE商事グループ）
- 三條機械製作所 本社工場